# Sorcha Cusack
Sorcha Cusack (IPA: [ˈsɔɾə̆xə]) (Dublino, 9 aprile 1949) è un'attrice irlandese.

## Biografia
Figlia degli attori Cyril Cusack (deceduto nel 1993) e Mary Margaret "Maureen" Kiely, nonché sorella delle attrici Sinéad, Niamh e Catherine. È sposata con l'attore Nigel Cooke e ha due figli, Liam e Beth Cooke. Attraverso la sorella Sinéad, è la cognata dell'attore Jeremy Irons e zia degli attori Max e Samuel Irons. 

## Carriera
La Cusack è stata impegnata in molti spettacoli cinematografici e televisivi, tra cui The Bill e Casualty (nel ruolo della sorella infermiera Kate Wilson dal 1994 al 1997), nell'adattamento della BBC del 1973 di Jane Eyre e nel film Snatch - Lo strappo (nel ruolo della madre di Mickey interpretato da Brad Pitt). Ha inoltre lavorato per la radio, come ospite nella serie Baldi di BBC Radio 4 e interpretato il ruolo di Juno Boyle nella produzione BBC Radio 3 Juno and the Paycock del 2014. Ha inoltre interpretato Helen Connor in Coronation Street nel 2008, ma a causa di altri impegni assunti, il ruolo è stato successivamente ricoperto da Dearbhla Molloy quando il personaggio è ritornato nel luglio del 2009.
Nel 2011, Sorcha Cusack interpretò la signora Nicholson in due episodi della prima serie di Mrs. Brown's Boys. Susie Blake è subentrata in quel ruolo nella seconda e terza serie. Nonostante ciò, ha interpretato la parte di Justice Dickie nel film Mrs. Brown's Boys D'Movie del 2014. Dal 2013 ha ricoperto il ruolo della signora McCarthy, governante e segretaria della parrocchia, nell'adattamento della BBC Padre Brown. Nel 2015 ha interpretato Bridie Stevenson nella serie televisiva River della BBC.

## Filmografia

### Cinema
- Angel, regia di Neil Jordan (1982)
- Snatch - Lo strappo (Snatch), regia di Guy Ritchie (2000)
- Lost Christmas, regia di John Hay (2011)

### Televisione
- Within These Walls – serie TV, episodio 1x13 (1974)
- Ispettore Morse (Inspector Morse) – serie TV, episodio 6x05 (1992)
- Poirot (Agatha Christie's Poirot) – serie TV, episodio 5x08 (1993)
- Maigret – serie TV, episodio 2x05 (1993)
- Metropolitan Police (The Bill) – serie TV, episodio 10x43 (1994)
- Casualty – serie TV, 75 episodi (1994-1997)
- The Inspector Lynley Mysteries – serie TV, episodio 3x01 (2004)
- Dalziel and Pascoe – serie TV, episodio 10x04 (2006)
- Coronation Street – serie TV, 19 episodi (2008)
- Testimoni silenziosi (Silent Witness) – serie TV, 4 episodi (2003-2011)
- Lewis – serie TV, episodio 5x02 (2011)
- Merlin – serie TV, episodio 5x10 (2012)
- River – miniserie TV, 5 episodi (2015)
- Padre Brown (Father Brown) – serie TV, 98 episodi (2013-2022)
- A Discovery of Witches - Il manoscritto delle streghe (A Discovery of Witches) – serie TV, 12 episodi (2018-2022)
- L'ispettore Dalgliesh (Dalgliesh) – serie TV, episodi 2x05-2x06 (2023)